# Zdeněk Koudelka
Zdeněk Koudelka (* 9. Mai 1969 in Boskovice) ist ein tschechischer Jurist und Politiker der ČSSD.

## Leben
Koudelka studierte an der Juristischen Fakultät der Masaryk-Universität in Brünn. Am dortigen Lehrstuhl für Verfassungsrecht und Politologie wirkte er ab 1992 als Assistent, ab 1996 als Oberassistent und seit 2009 als Dozent. Von 1994 bis 1995 war er zugleich auch Oberassistent am Lehrstuhl für Sozialwissenschaften der Fakultät für Flugwesen und Luftverteidigung an der Militärakademie Brünn. Zwischen 1992 und 1994 war Koudelka Vizebürgermeister von Brno-Jundrov.
Von 1993 bis 1996 arbeitete er als Rechtsanwaltsanwärter in der Kanzlei von Petr Mrkývka und war von 1996 bis 2006 als Anwalt tätig. Zwischen 1998 und 2006 war er Abgeordneter im tschechischen Parlament. Koudelka legte im April 2006 sein Abgeordnetenmandat nieder und wurde zum Vize-Generalstaatsanwalt der Tschechischen Republik ernannt. Dieses Amt übte er bis 2011 aus. Von 2011 bis 2013 arbeitete er als der Stellvertreter des Direktors der Justizakademie in Kroměříž. Von 2014 bis 2018 war er Rektor der Hochschule Karel Engliš in Brűnn.
Von 2010 bis 2014 war Koudelka Mitglied des Redaktionsrates des Journal on Legal and Economic Issues of Central Europe, von 2010 bis 2012 des Journal of Criminal Law and Public Prosecution, von 2011 bis 2018 des Journal Pro Bono Publico und seit 2012 Mitglied des Redaktionsrates für die Fachzeitschrift Russian Law.
Er ist Angehöriger der mährischen Volksgruppe.